# NXNL2
NXNL2 (англ. Nucleoredoxin like 2) – білок, який кодується однойменним геном, розташованим у людей на 9-й хромосомі. Довжина поліпептидного ланцюга білка становить 156 амінокислот, а молекулярна маса — 17 614.
| 10         |  | 20         |  | 30         |  | 40         |  | 50         |
| ---------- |  | ---------- |  | ---------- |  | ---------- |  | ---------- |
| MVDILGERHL |  | VTCKGATVEA |  | EAALQNKVVA |  | LYFAAARCAP |  | SRDFTPLLCD |
| FYTALVAEAR |  | RPAPFEVVFV |  | SADGSSQEML |  | DFMRELHGAW |  | LALPFHDPYR |
| HELRKRYNVT |  | AIPKLVIVKQ |  | NGEVITNKGR |  | KQIRERGLAC |  | FQDWVEAADI |
| FQNFSV     |  |            |  |            |  |            |  |            |

A: Аланін

C: Цистеїн

D: Аспарагінова кислота

E: Глутамінова кислота

F: Фенілаланін

G: Гліцин

H: Гістидин

I: Ізолейцин

K: Лізин

L: Лейцин

M: Метіонін

N: Аспарагін

P: Пролін

Q: Глутамін

R: Аргінін

S: Серин

T: Треонін

V: Валін

W: Триптофан

Задіяний у такому біологічному процесі, як альтернативний сплайсинг. 